# Crambus whitmerellus
Crambus whitmerellus là một loài bướm đêm trong họ Crambidae.